# Ам Мюлентурм 8 (Кайзерсверт)

Am Mühlenturm, 8 (рус. Ам Мюлентурм,  дом № 8, или улица "У ветряной мельницы", № 8") — жилое здание, охраняемый законом памятник архитектуры № 2 в Дюссельдорфе (административный район Кайзерсверт (Северный Рейн-Вестфалия, Германия).

## История
Считается, что этот дом, ныне памятник архитектуры (№ 2 в Дюссельдорфе), принадлежал местному капеллану. О религиозной принадлежности здания напоминает небольшая ниша с фигурной решёткой, врезанная в фасад дома с левой стороны на первом этаже, в которую обычно в прошлые века помещались фигурки святых или Богородицы. Судя по якорной датировке фасада (A 1661, — Anno domini (от Рождества Христова) 1661), размещённой над окнами первого этажа, здание было построено в 1661 году. Учитывая, что весь Кайзерсверт был почти полностью разрушен в самом начале войны за испанское наследство в 1702 году, то этот дом считается самым старым сохранившимся зданием Кайзерсверта.
После Второй мировой войны здание восстанавливалось и дважды перестраивалось, поэтому под охраной закона находятся лишь только фасад и крыша. В 1954 году архитектор Вильгельм Келлер реконструировал подвальные помещения и внутреннюю лестницу. В 1969 году произошла вторая значительная перестройка, в результате которой была полностью изменено внутреннее архитектурное решение и задняя (тыльная) часть дома.

## Архитектура
Здание построено в стиле жилого барокко из кирпича. Многократные повреждения привели к тому, что возникла необходимость в штукатурке фасада. Оконными осями фасад делится на три части. Две противоположные являются симметричными, а середина представляет набор расположенных в беспорядке входной двери, малого окна на первом этаже и узкого окна на втором этаже. В низком выкрашенном фундаменте проделаны два технических отверстия. Водосборный жёлоб собирает воду с черепичной крыши и уводит её по правой стороне дома на улицу. Всего в доме три этажа: два обычных и один расположен под скатом крыши.
Украшением дома являются послевоенная входная дверь и фонарь первой половины XX века.
Решение о придании дому охранного характера было принято правительством Дюссельдорфа 23 февраля 1982 года.